# محمود بن أحمد الزنجاني
أبو المناقب شهاب الدين محمود بن أحمد الزنجاني (بالأذرية: Mahmud Zəncani) (بالفارسية: شهاب‌الدین محمود زنجانی) (1177 - 1258) عالم مسلم أذربيجاني فارسي - عراقي عاش في العصر العباسى الثالث. ولد في زنجان واستوطن بغداد وولي فيها نيابة قضاء القضاة وعزل. ودرّس بالنظامية والمستنصرية. قتل ببغداد أيام دخول هولاكو إليها. هو لغوي ومفسر ومحدث وأصولي ومن فقهاء الشافعية في القرن السابع الهجري. له تفسير القرآن وترويح الأرواح في تهذيب الصحاح.

## سيرته
هو محمود بن أحمد بن محمود بن بختيار، أبو المناقب شهاب الدين الزنجاني، ولد في زنجان سنة 573 هـ/ 1177 م ونشأ وتعلم بها ثم استوطن بغداد. تفقه وبرع في المذهب الشافعي والأصول والخلاف، وبعد صيته، وولي الإعادة بالثقتية بباب الأزج، وتزوج ببنت عبد الرزاق بن الشيخ عبد القادر، وناب في القضاء وولي نظر الوقف العام، وعظم شأنه. وولي نيابة قضاء القضاة في بغداد وعزل «وحبس وعوقب وصودر على أموال احتقبها من الحرام والغلول، فأدى نحو خمسة عشر ألف دينار، وبقي عاطلا إلى أن قلد القضاء بمدينة السلام سنة 623 هـ، ثم عزل من قضاء القضاة بعد ستة أشهر، ثم رتب مدرسا بالنظامية سنة 625 هـ، ثم عزل منها بعد سنة ونصف، ثم رتب ديوانا، ثم عزل مرات، وعنده ظلم، وحب للدنيا، وحرص على الجاه، وكلب على الحطام . روى بالإجازة عن الناصر، وجمع تفسيرا، ثم درس بالمستنصرية في ذي الحجة 633 هـ، ونفذ رسولا مرات إلى شيراز .»

قتل ببغداد أيام دخول هولاكو إليها سنة 656 هـ/ 1258 م.

## مؤلفاته
اختصر الصحاح للجوهري في اللغة، وسمى مختصره ترويح الأرواح في تهذيب الصحاح ثم أوجزه في نحو عشر الأصل، وسماه تنقيح الصحاح في ثلاثة أجزاء، باسم تهذيب الصحاح و تخريج الفروع على الأصول. له تفسير القرآن.